# Ewa Kozyra-Pawlak
Ewa Kozyra-Pawlak (ur. 1961) – polska ilustratorka, poetka, tłumaczka oraz projektantka graficzna książek dla dzieci. Specjalizuje się w tworzeniu prac techniką kolażu z tkanin.
Absolwentka Wydziału Malarstwa i Rzeźby Akademii Sztuk Pięknych im. Eugeniusza Gepperta we Wrocławiu.
Żona Pawła Pawlaka, również ilustratora.

## Książki
Jest autorką lub współautorką ilustracji i przekładu następujących pozycji książkowych:
- Mały atlas motyli, Warszawa, ISBN 978-83-10-13382-3, OCLC 1084272510[6]
- Mały atlas ptaków Ewy i Pawła Pawlaków., Warszawa: Wydawnictwo "Nasza Księgarnia", 2017, ISBN 978-83-10-13238-3, OCLC 1010878210[7]
- Mały atlas zwierzaków Ewy i Pawła Pawlaków, Warszawa: Nasza Księgarnia, 2019, ISBN 978-83-10-13455-4, OCLC 1126612491[8]
- Ja, Bobik czyli Prawdziwa historia o kocie, który myślał, że jest królem, wyd. Wydanie pierwsze, Warszawa, Wydawnictwo "Nasza Księgarnia" ISBN 978-83-10-12711-2, OCLC 910106711[9]
- Liczypieski, Warszawa: Wydawnictwo "Nasza Księgarnia", 2015, ISBN 978-83-10-12867-6, OCLC 909113608[10]
- Szopięta, Warszawa: Wydawnictwo "Nasza Księgarnia", 2016, ISBN 978-83-10-13036-5, OCLC 956583558[11]
- Księżniczka Koronka i książę Hafcik, Łódź: Wydawnictwo Literatura, 2012, ISBN 978-83-7672-199-6, OCLC 823779967[12]
- Od Sasa do lasa : zagadki nie tylko o zwierzętach, Łódź: Wydawnictwo Literatura, 2011, ISBN 978-83-7672-116-3, OCLC 802029369[13]
- Smok, Poznań: Media Rodzina, [cop. 2010], ISBN 978-83-7278-463-6, OCLC 751266508[14]
- Gwiazdka, Poznań: Media Rodzina, [cop. 2009], ISBN 978-83-7278-386-8, OCLC 750716841[15]
- Stary szewc i krasnoludki, Poznań: Media Rodzina, [cop. 2009], ISBN 978-83-7278-345-5, OCLC 750605903[16]
- Księżniczka na ziarnku grochu, Poznań: Media Rodzina, [cop. 2009], ISBN 978-83-7278-345-5, OCLC 751265100[17]